# Eckbolsheim
Eckbolsheim [ɛkbɔlsajm] est une commune française située dans la circonscription administrative du Bas-Rhin et, depuis le 1er janvier 2021, dans le territoire de la Collectivité européenne d'Alsace, en région Grand Est. Elle fait partie de l'Eurométropole de Strasbourg.
Cette commune se trouve dans la région historique et culturelle d'Alsace. C'est une ville située à 7,6 km de Strasbourg.

## Géographie

### Localisation
|            | Oberhausbergen |            |
| Wolfisheim | Eckbolsheim    | Strasbourg |
| Holtzheim  | Lingolsheim    |            |

### Hydrographie

#### Réseau hydrographique
La commune est dans le bassin versant du Rhin au sein du bassin Rhin-Meuse. Elle est drainée par la Bruche et le canal de la Bruche,.
La Bruche, d'une longueur de 77 km, prend sa source dans la commune de Urbeis et se jette  dans l'Ill à Strasbourg, après avoir traversé 37 communes. 
Le canal de la Bruche, d'une longueur de 19 km, reliait initialement Soultz-les-Bains, près de Molsheim à Strasbourg où il rejoint l'Ill, dans le quartier de la Montagne Verte. 

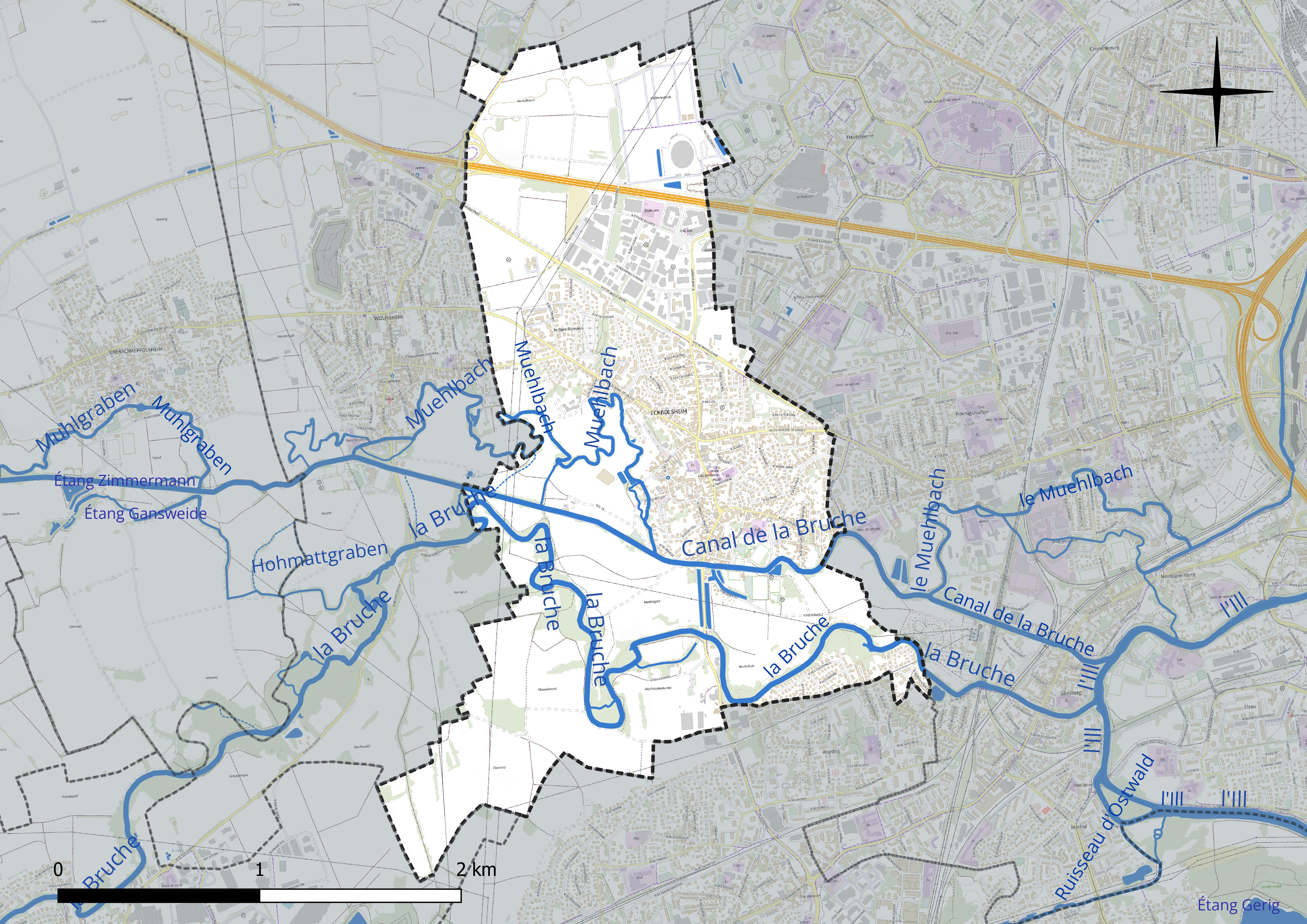
Réseau hydrographique d'Eckbolsheim.

#### Gestion et qualité des eaux
Le territoire communal est couvert par le schéma d'aménagement et de gestion des eaux (SAGE) « Ill Nappe Rhin ». Ce document de planification concerne la nappe phréatique rhénane, les cours d'eau de la plaine d'Alsace et du piémont oriental du Sundgau, les canaux situés entre l'Ill et le Rhin et les zones humides de la plaine d'Alsace. Le périmètre s’étend sur 3 596 km2. Il a été approuvé le 17 janvier 2005. La structure porteuse de l'élaboration et de la mise en œuvre est la région Grand Est. 
La qualité des cours d’eau peut être consultée sur un site dédié géré par les agences de l’eau et l’Agence française pour la biodiversité. 

### Climat
Pour des articles plus généraux, voir Climat du Grand Est et Climat du Bas-Rhin.
En 2010, le climat de la commune est de type climat des marges montargnardes, selon une étude du Centre national de la recherche scientifique s'appuyant sur une série de données couvrant la période 1971-2000. En 2020, Météo-France publie une typologie des climats de la France métropolitaine dans laquelle la commune est exposée à un climat semi-continental et est dans la région climatique  Alsace, caractérisée par une pluviométrie faible, particulièrement en automne et en hiver, un été chaud et bien ensoleillé, une humidité de l’air basse au printemps et en été, des vents faibles et des brouillards fréquents en automne (25 à 30 jours). 
Pour la période 1971-2000, la température annuelle moyenne est de 10,7 °C, avec une amplitude thermique annuelle de 18 °C. Le cumul annuel moyen de précipitations est de 711 mm, avec 8,7 jours de précipitations en janvier et 10,6 jours en juillet. Pour la période 1991-2020, la température moyenne annuelle observée sur la station météorologique de Météo-France la plus proche, « Strasbourg-Entzheim », sur la commune d'Entzheim à 6 km à vol d'oiseau, est de 11,4 °C et le cumul annuel moyen de précipitations est de 635,7 mm. 
La température maximale relevée sur cette station est de 38,9 °C, atteinte le 25 juillet 2019 ; la température minimale est de −23,6 °C, atteinte le 23 janvier 1942,,. 
| Mois                                  | jan.             | fév.             | mars             | avril           | mai             | juin           | jui.           | août           | sep.            | oct.            | nov.             | déc.             | année      |
| ------------------------------------- | ---------------- | ---------------- | ---------------- | --------------- | --------------- | -------------- | -------------- | -------------- | --------------- | --------------- | ---------------- | ---------------- | ---------- |
| Température minimale moyenne (°C)     | −0,2             | 0                | 2,6              | 5,7             | 10,1            | 13,4           | 14,9           | 14,5           | 10,7            | 7,2             | 3,3              | 0,8              | 6,9        |
| Température moyenne (°C)              | 2,5              | 3,6              | 7,4              | 11,3            | 15,5            | 18,9           | 20,6           | 20,3           | 16,1            | 11,5            | 6,3              | 3,3              | 11,4       |
| Température maximale moyenne (°C)     | 5,2              | 7,3              | 12,1             | 17              | 20,9            | 24,4           | 26,4           | 26,1           | 21,6            | 15,8            | 9,4              | 5,9              | 16         |
| Record de froid (°C) date du record   | −23,6 23.01.1942 | −22,3 15.02.1929 | −16,7 04.03.1965 | −5,6 21.04.1938 | −2,4 11.05.1953 | 1,1 02.06.1936 | 4,9 07.07.1961 | 4,8 30.08.1998 | −1,3 27.09.1943 | −7,6 31.10.1950 | −10,8 30.11.1973 | −23,4 23.12.1938 | −23,6 1942 |
| Record de chaleur (°C) date du record | 17,5 10.01.1991  | 21,1 25.02.21    | 26,3 31.03.21    | 30 22.04.18     | 34,6 20.05.22   | 38,8 30.06.19  | 38,9 25.07.19  | 38,7 07.08.15  | 33,4 11.09.23   | 31 13.10.23     | 22,1 18.11.1926  | 18,6 31.12.22    | 38,9 2019  |
| Ensoleillement (h)                    | 555              | 858              | 1 464            | 1 869           | 2 091           | 2 264          | 2 397          | 2 242          | 1 735           | 1 004           | 552              | 442              | 17 473     |
| Précipitations (mm)                   | 35,4             | 34,1             | 38,6             | 41,8            | 77,2            | 68,5           | 71,9           | 61,3           | 54,6            | 59,5            | 47,6             | 45,2             | 635,7      |

| Diagramme climatique                                  |          |             |           |              |              |              |              |              |             |            |            |
| J                                                     | F        | M           | A         | M            | J            | J            | A            | S            | O           | N          | D          |
| 5,2−0,235,4                                           | 7,3034,1 | 12,12,638,6 | 175,741,8 | 20,910,177,2 | 24,413,468,5 | 26,414,971,9 | 26,114,561,3 | 21,610,754,6 | 15,87,259,5 | 9,43,347,6 | 5,90,845,2 |
| Moyennes : • Temp. maxi et mini °C • Précipitation mm |          |             |           |              |              |              |              |              |             |            |            |

Les paramètres climatiques de la commune ont été estimés pour le milieu du siècle (2041-2070) selon différents scénarios d'émission de gaz à effet de serre à partir des nouvelles projections climatiques de référence DRIAS-2020. Ils sont consultables sur un site dédié publié par Météo-France en novembre 2022.

## Urbanisme

### Typologie
Au 1er janvier 2024, Eckbolsheim est catégorisée grand centre urbain, selon la nouvelle grille communale de densité à sept niveaux définie par l'Insee en 2022.
Elle appartient à l'unité urbaine de Strasbourg (partie française), une agglomération internationale regroupant 23  communes, dont elle est une commune de la banlieue,,. Par ailleurs la commune fait partie de l'aire d'attraction de Strasbourg (partie française), dont elle est une commune du pôle principal,. Cette aire, qui regroupe 268 communes, est catégorisée dans les aires de 700 000 habitants ou plus (hors Paris),.

### Occupation des sols
L'occupation des sols de la commune, telle qu'elle ressort de la base de données européenne d’occupation biophysique des sols Corine Land Cover (CLC), est marquée par l'importance des territoires agricoles (57,3 % en 2018), en diminution par rapport à 1990 (64,1 %). La répartition détaillée en 2018 est la suivante : 
zones urbanisées (30,6 %), terres arables (26,4 %), prairies (16,8 %), zones agricoles hétérogènes (14,1 %), zones industrielles ou commerciales et réseaux de communication (12 %), espaces verts artificialisés, non agricoles (0,1 %). L'évolution de l’occupation des sols de la commune et de ses infrastructures peut être observée sur les différentes représentations cartographiques du territoire : la carte de Cassini (XVIIIe siècle), la carte d'état-major (1820-1866) et les cartes ou photos aériennes de l'IGN pour la période actuelle (1950 à aujourd'hui).

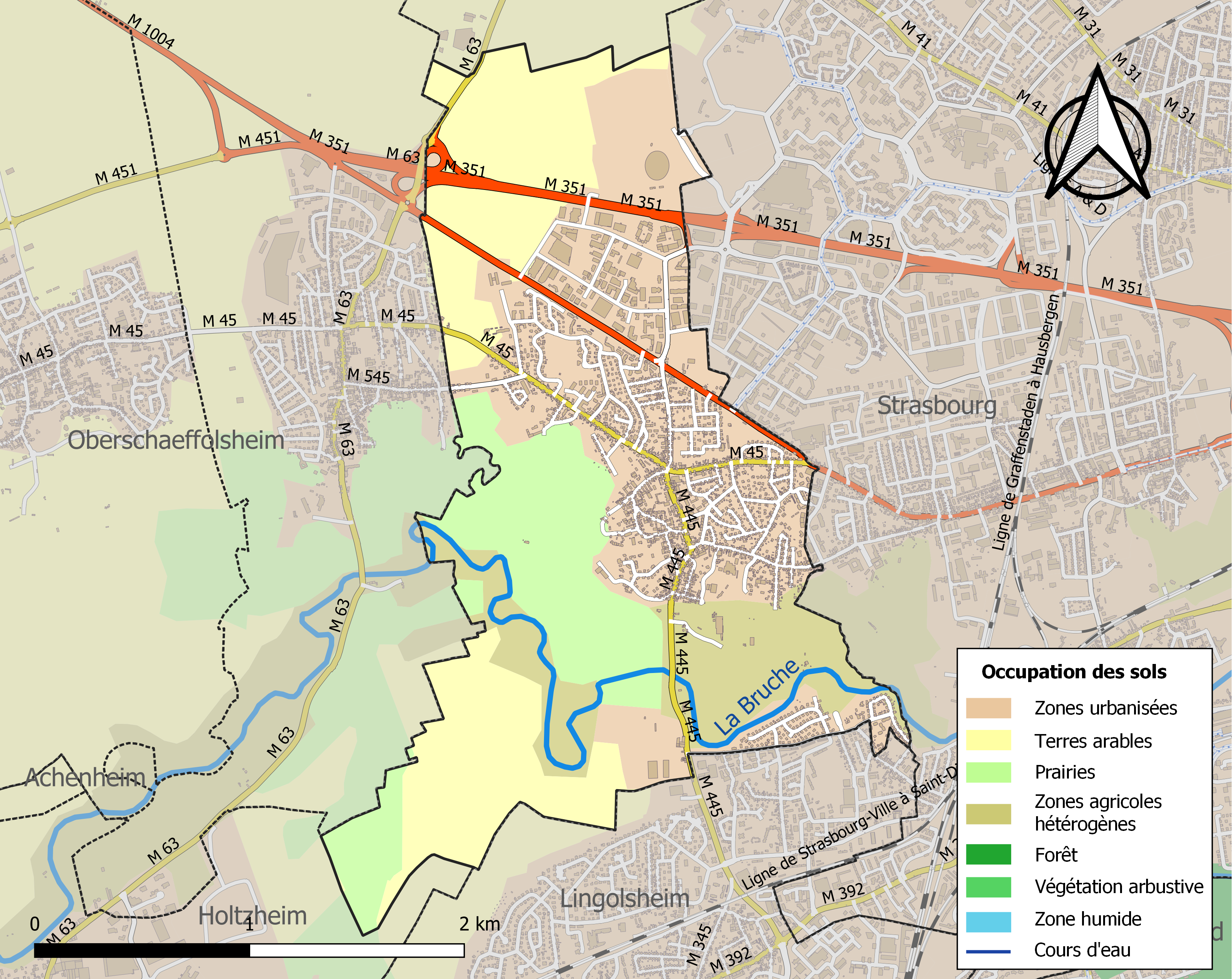
Carte des infrastructures et de l'occupation des sols de la commune en 2018 (CLC).

## Toponymie
Le nom Eckbolsheim est constitué de deux termes :
- le nom d'homme germanique « Eckibald », qui se décompose lui-même en

Eck pour pointe (fil de l’épée, épée), du mot allemand « Ecke » ou « Eck », issu du haut-allemand « ecke », qui vient lui-même du vieil allemand « ekka »
et
Bold pour audacieux, vaillant (variantes : « bald », « balt »),
- le suffixe Heim qui signifie demeure.

Eckbolsheim signifie donc, étymologiquement : la demeure de l’audacieux (le vaillant) sachant manier l’épée.
« Eck » = « Eggi » explique l'orthographe ancienne Eggiboldesheim rencontrée en 884.
Au cours des siècles suivants, ce nom de lieu fut mentionné sous différentes formes, c’est cependant dans un document remontant à l’an 1246, émanant du pape Innocent IV, qu’apparaît le nom Eckboltzheim, toponyme ayant survécu pratiquement sans modification jusqu’à aujourd’hui.
En 1517, cette localité était désignée par le nom Egöltzen. Aujourd’hui, dans le dialecte alsacien, la commune est désignée par un terme dérivé : Eckelse.
Autre explication : d'une racine paléo-européenne AK qui sert à nommer des lieux « hostiles » et aussi « sacrés ». Pourrait avoir fonctionné avec Achenheim et Holtzheim.

## Histoire

### Eckbolsheim à travers les siècles
Dès la préhistoire, à l’époque néolithique (entre 5 000 et 3 500 ans av. J.-C.), Eckbolsheim constituait déjà une aire d’occupation humaine. Celle-ci se situait surtout le long de la Bruche, mais à l’abri des inondations. Des « fonds de cabane » contenant des céramiques rubannées ont été découvertes en 1955 et 1959. Cette occupation précoce s’explique par l’existence d’une voie celtique qui reliait Strasbourg à la vallée de la Bruche, et d’une voie romaine reliant Bâle à Cologne qui passaient toutes deux sur le territoire de l’actuelle Eckbolsheim.
En l’an 235 de notre ère, à la suite d’une invasion germanique, la VIIIe légion romaine subissait une défaite, qui conduisit à la destruction par le feu de son camp comportant des services administratifs et d’intendance, situé à Koenigshoffen. Il y a tout lieu de penser que les installations civiles de ce camp qui comportait des quartiers d’artisans et de commerçants existaient à côté de l’agglomération militaire et s’étendaient jusqu’à Eckbolsheim.[Interprétation personnelle ?] En effet, c’est sur le territoire de la commune que fut mis au jour, en 1924, un buste de l’empereur romain Pupien ; il remonte au IIIe siècle et se trouve aujourd’hui au musée archéologique de Strasbourg.
Les habitants de la commune connurent tour à tour les invasions des Germains, des Alamans, des Vandales, des Huns…

### Le Moyen Âge
Au début du VIIe siècle apparaît pour la première fois le nom de l’Alsace et c’est en 884, que pour la première fois aussi, la commune est citée dans un document officiel, sous le nom de Eggiboldesheim.
Du XIe au XIIIe siècle, des ordres monastiques nouveaux fondèrent des établissements en Alsace. C’est ainsi qu’un couvent fut créé à Eckbolsheim en 1224 par l’ordre des dominicaines sous le nom de Sainte-Marguerite. En raison de l’insécurité régnant dans les campagnes, il fut transféré à Strasbourg dès 1270. En 1320, une chartreuse fut fondée à Eckbolsheim mais elle fut ensuite transférée à Molsheim en 1570.
Dès le XIIe siècle, le village était pratiquement la propriété du chapitre de Saint-Thomas à Strasbourg. C’est lui qui nommait le bailli ainsi que l'écoutète (« Schultheiss »). Ce dernier était généralement un paysan dont le rôle consistait à faire respecter les droits du seigneur et à présider le « tribunal du village » qui comprenait également trois échevins (« Schöffen ») élus par les bourgeois du village. Ce tribunal était appelé à juger les questions foncières. Mais les baillis, appartenant en général aux familles Mullenheim et Girbadon, voulant s’arroger la souveraineté du village, furent très longtemps en procès avec le chapitre de Saint-Thomas à ce sujet. C’est finalement un jugement de l’évêque de Strasbourg, du 7 juin 1451, qui tranche définitivement la question en faveur du chapitre de Saint-Thomas, ce dernier gardant la propriété allodiale du village pour les terres (exemptes de toute redevance).
Les calamités n’ont cependant pas épargné Eckbolsheim. On peut noter, en particulier, les déprédations faites par les troupes qui participèrent à la bataille d’Oberhausbergen en 1262, l’incendie du village par le duc Ruprecht de Bavière en 1369, le pillage par les Armagnacs en 1439 et surtout la « guerre des paysans » en 1525. En effet, les habitants d’Eckbolsheim s’étaient joints en grand nombre aux paysans révoltés et ont pris part aux combats de Saverne, où beaucoup trouvèrent la mort.

### De la Réforme à la Révolution

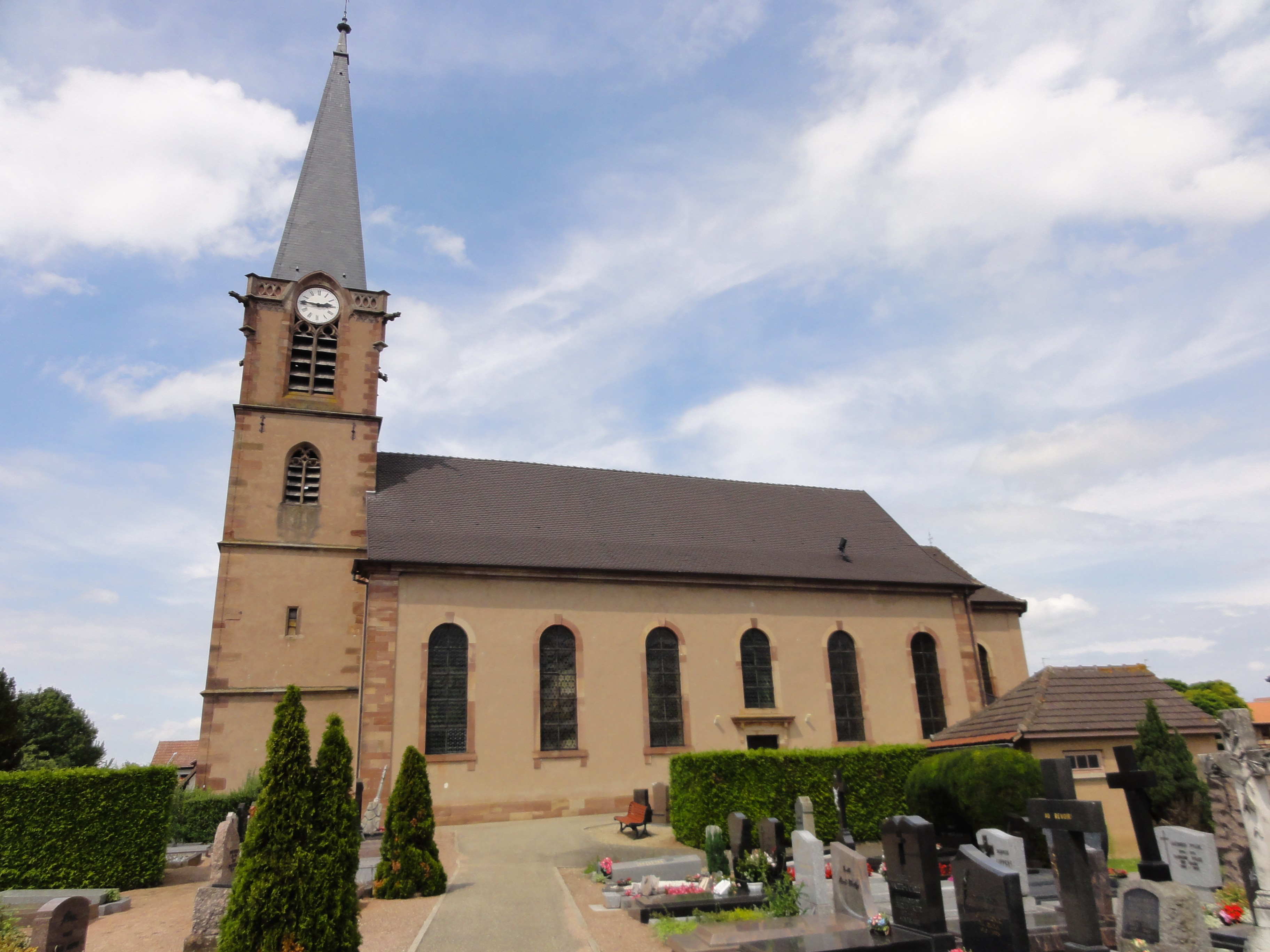
Église protestante.

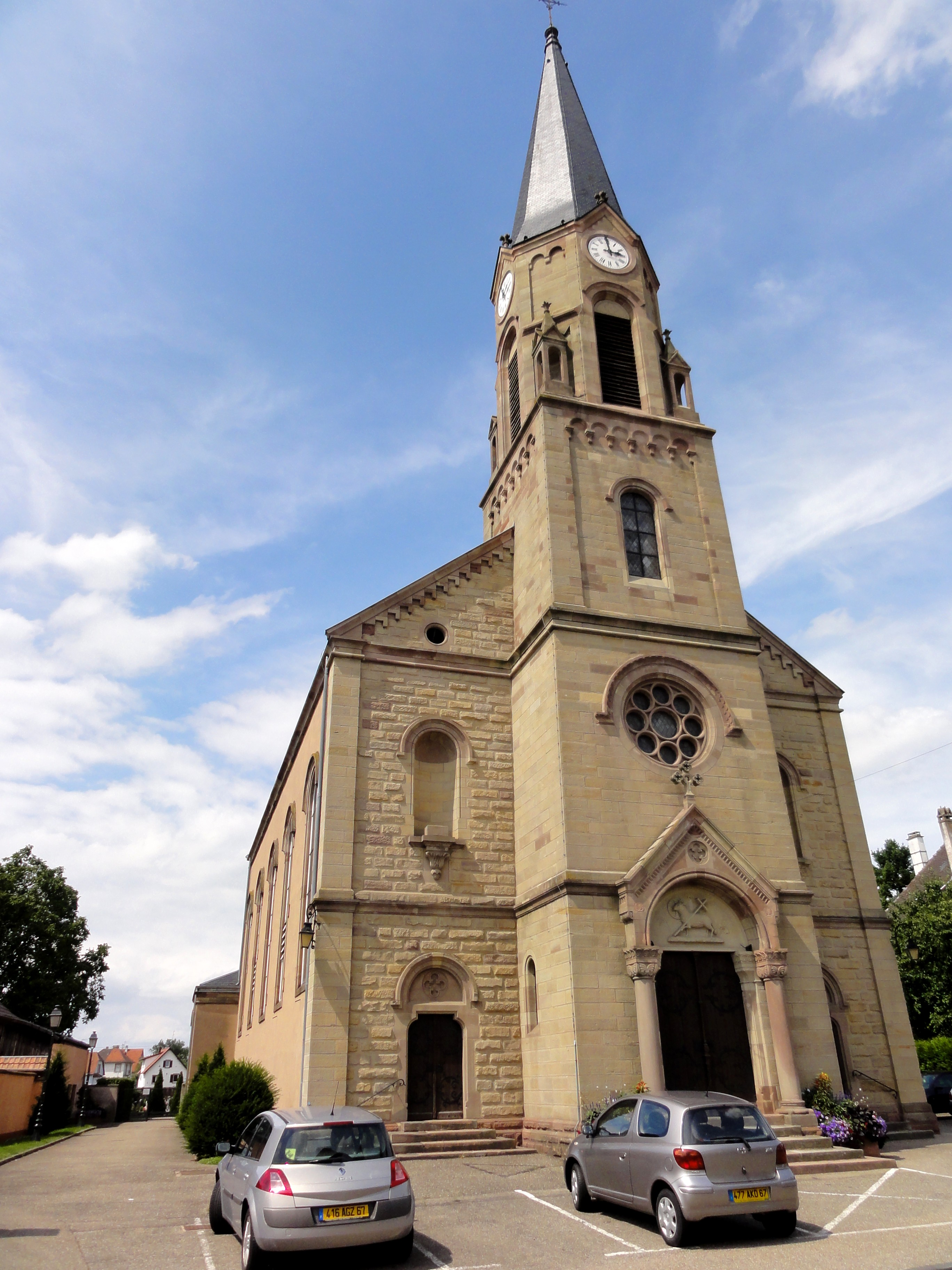
Église catholique Saint-Cyprien (1886).

L'église d’Eckbolsheim est mentionnée pour la première fois au XIIIe siècle. Le clocher actuel de cette église fut érigé en 1523, comme en témoigne l'inscription sur le haut du portail du clocher,.
La Réforme commence à Eckbolsheim en 1524 : le 8 mai y est célébrée pour la première fois une messe en allemand. Le premier pasteur connu de la paroisse protestante est Wolfgang Hanwart en 1535. Jusqu'en 1686, l'église sert alors uniquement au culte protestant luthérien.
En 1681, la république de Strasbourg capitule en faveur de Louis XIV et passe sous le contrôle du royaume de France. Ce rattachement s’applique aussi aux possessions des institutions religieuses de la ville, dont le chapitre de Saint-Thomas avec son village d’Eckbolsheim.
À partir de 1683, Louis XIV impose le principe du simultaneum pour les églises protestantes en Alsace. Lorsque sept familles catholiques habitent dans un village protestant, le chœur de l’église du village doit être réservé au culte catholique, la nef étant commune aux deux cultes, catholique et protestant. L’église d’Eckbolsheim devient une église simultanée en 1686.
En 1685, le prévôt du village doit être obligatoirement catholique.
Le nombre de catholiques habitant le village augmente au cours du XVIIIe siècle. À partir de 1740, par décision du Conseil souverain d’Alsace, le tribunal du village, composé jusqu’alors uniquement de protestants, doit être composé pour une moitié de protestants et pour l’autre moitié de catholiques.
À la Révolution, 767 protestants cohabitent avec 100 catholiques.
L'église servira aux protestants et aux catholiques jusqu'à la fin du XIXe siècle. L'entretien de l'église incombait aux deux confessions. Compte tenu du développement démographique de la localité, une seconde église fut construite pour le culte catholique. La consécration de la nouvelle église catholique eut lieu le 10 octobre 1886. Le 13 avril 1891, le simultaneum fut aboli par arrêté ministériel et sa fin devient effective en 1895.

### Les temps modernes

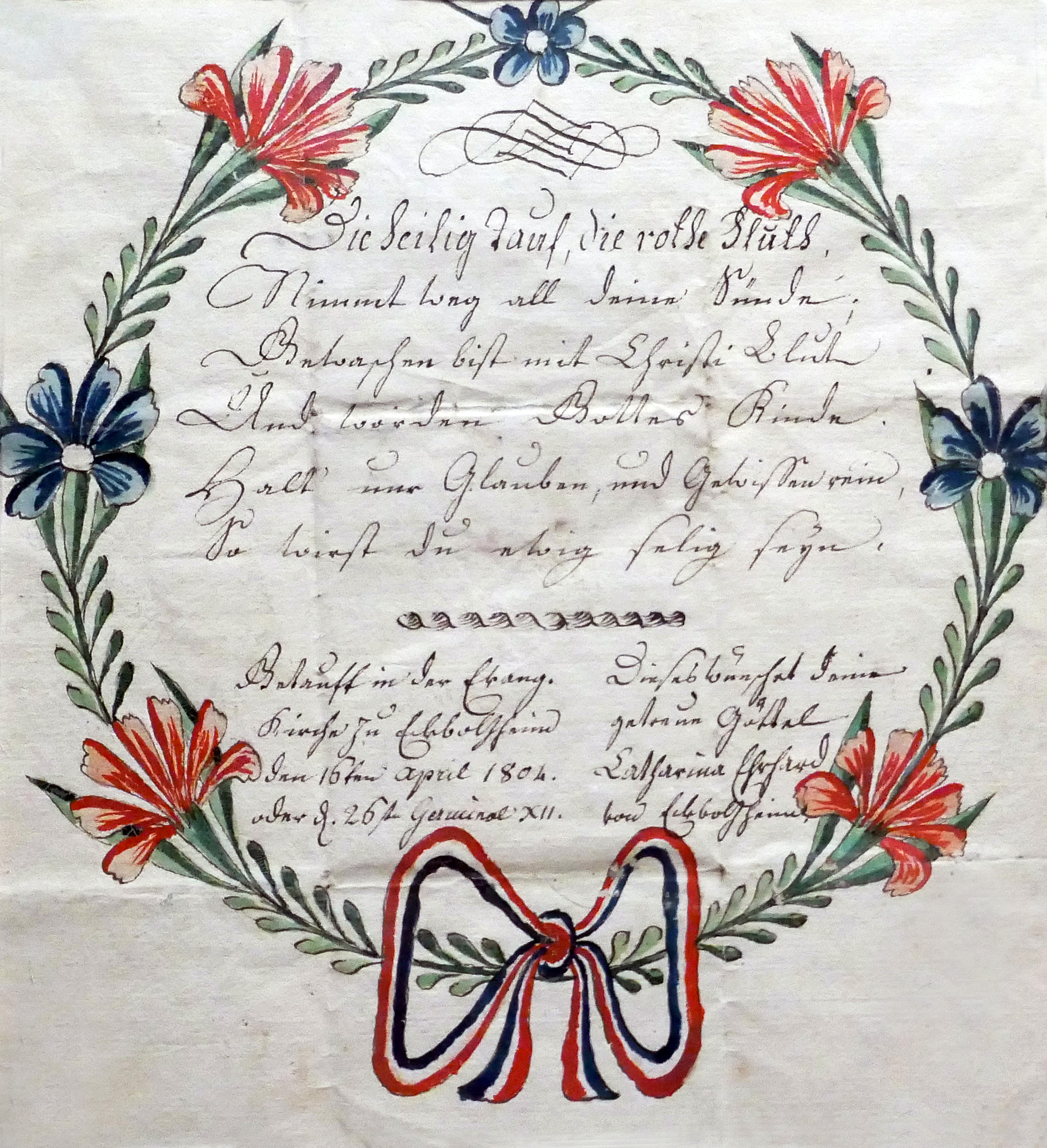
Lettre de baptême (1804).

Les XVIIIe et XIXe siècles se caractérisent par un essor agricole remarquable. Le développement artisanal et industriel est plus timide, même au XXe siècle (malterie vers 1850, équarrissage vers 1910…). Quant au développement immobilier, il a été amorcé par l’arrivée du tramway en 1893 et a été relativement important dans l’entre-deux-guerres puis en 1950 et 1960 où il s’effectue sous forme de lotissements.

## Politique et administration

### Liste des «Schultheiss» (écoutètes avant 1685, prévôts à partir de 1685) sous l'Ancien Régime
Avant la Révolution française, le chapitre de Saint-Thomas à Strasbourg était le seigneur du village.
| Début      | Fin        | Identité (prénom & nom) | Religion               | Prise de fonction (lien de parenté éventuel) | Fin de fonction                                                                                          |
| ---------- | ---------- | ----------------------- | ---------------------- | --- | --- |
| 1524       | 1529 ?     | Martzolff Wolff         | protestant (luthérien) | ? | ? |
| 1531       | 1532       | Jerg Lienhart           | protestant (luthérien) | ? | décès |
| 1532       | 1553       | Lentz Wurtz             | protestant (luthérien) | ? (époux de la veuve de son prédécesseur) | décès |
| 1553       | 1557       | Andres Wurtz            | protestant (luthérien) | nomination par le chapitre de Saint-Thomas (fils de son prédécesseur) | destitution (démission forcée) par le chapitre de Saint-Thomas, pour cause d'adultère                    |
| 1557       | 1570       | Hans Hugelman           | protestant (luthérien) | élection par les bourgeois du village puis ratification par le chapitre de Saint-Thomas | décès |
| 1571       | 1574       | Thoman Schott           | protestant (luthérien) | " | décès |
| 1574       | 1575       | Jacob Hügel             | protestant (luthérien) | " | décès |
| 1575       | 1586       | Andres Beümel           | protestant (luthérien) | " (Hans Hugelman ci-dessus est son parâtre) | décès |
| 1586       | 1604       | Lorentz Schöttel        | protestant (luthérien) | " | décès |
| 1604       | 1609       | Hans Reüber             | protestant (luthérien) | " | décès |
| 1609       | 1620       | Hans Schöttel           | protestant (luthérien) | " (neveu de Lorentz Schöttel ci-dessus) | démission à cause de son âge et de sa faiblesse                                                          |
| 1620       | 1620       | Bastian Jörger          | protestant (luthérien) | élection par les bourgeois du village (bourgeois ayant obtenu le plus de voix) puis ratification (29 juillet 1620) par le chapitre de Saint-Thomas                                                                         | refus de sa nomination (5 août 1620)                                                                     |
| 1620       | 1650       | Lorentz Scheer          | protestant (luthérien) | élection par les bourgeois du village puis nomination par le chapitre de Saint-Thomas (5 août 1620, second bourgeois ayant obtenu le plus de voix, après Bastian Jörger, démissionnaire, lors de l'élection de ce dernier) | décès |
| 1650       | 1654       | Martin Schöttel         | protestant (luthérien) | élection par les bourgeois du village puis ratification par le chapitre de Saint-Thomas (gendre de Hans Schöttel ci-dessus)                                                                                                | décès |
| 1654       | 1665       | Michel Wurtz            | protestant (luthérien) | " | décès |
| 1665       | 1674       | Hans Sutor              | protestant (luthérien) | ? | décès |
| 1674       | 1679       | Wolff Klein             | protestant (luthérien) | ? | décès |
| 1679 ?     | après 1684 | Georg Scheer            | protestant (luthérien) | ? (fils de Lorentz Scheer ci-dessus) | destitution (?) ou démission (?) car obligation de religion catholique pour les prévôts à partir de 1685 |
| avant 1687 | après 1691 | Hans Georg Klein        | catholique (romain)    | nomination | ? |
| ?          | ?          | Sebastian Lienhardt     | catholique (romain)    | nomination | ? |
| avant 1730 | 1750       | Mathias Scheer          | catholique (romain)    | nomination | décès |
| 1750       | 1764       | Sebastian Lienhard      | catholique (romain)    | nomination | décès |
| 1764       | 1789       | Georg Scheer            | catholique (romain)    | nomination | abolition de la fonction                                                                                 |

Sources : Histoire d'Eckbolsheim, recherches et travaux de Jean-Pierre Nenninger et Hubert Bosch (avril 2023) - Archives de la Ville et de la communauté urbaine de Strasbourg (archives du chapitre Saint-Thomas, dont 1AST 507 à 512, 1AST 710, 1AST 711, 1AST 588 et 1AST 589), archives départementales du Bas-Rhin (archives de la paroisse protestante d'Eckbolsheim, 2G 117 ; registres paroissiaux d'Eckbolsheim, 3E 117)

### Jumelages
- Le Touquet-Paris-Plage (France).

## Population et société

### Démographie
L'évolution du nombre d'habitants est connue à travers les recensements de la population effectués dans la commune depuis 1793. Pour les communes de moins de 10 000 habitants, une enquête de recensement portant sur toute la population est réalisée tous les cinq ans, les populations de référence des années intermédiaires étant quant à elles estimées par interpolation ou extrapolation. Pour la commune, le premier recensement exhaustif entrant dans le cadre du nouveau dispositif a été réalisé en 2008.

En 2022, la commune comptait 7 237 habitants, en évolution de +7,55 % par rapport à 2016 (Bas-Rhin : +3,17 %, France hors Mayotte : +2,11 %).
| 1793 | 1800 | 1806 | 1821 | 1831  | 1836  | 1841  | 1846  | 1851  |
| ---- | ---- | ---- | ---- | ----- | ----- | ----- | ----- | ----- |
| 703  | 777  | 805  | 936  | 1 148 | 1 197 | 1 248 | 1 311 | 1 258 |

| 1856  | 1861  | 1866  | 1871  | 1875  | 1880  | 1885  | 1890  | 1895  |
| ----- | ----- | ----- | ----- | ----- | ----- | ----- | ----- | ----- |
| 1 238 | 1 300 | 1 340 | 1 466 | 1 504 | 1 566 | 1 588 | 1 615 | 1 712 |

| 1900  | 1905  | 1910  | 1921  | 1926  | 1931  | 1936  | 1946  | 1954  |
| ----- | ----- | ----- | ----- | ----- | ----- | ----- | ----- | ----- |
| 1 889 | 2 169 | 2 318 | 2 186 | 2 351 | 2 821 | 3 127 | 3 272 | 3 514 |

| 1962  | 1968  | 1975  | 1982  | 1990  | 1999  | 2006  | 2008  | 2013  |
| ----- | ----- | ----- | ----- | ----- | ----- | ----- | ----- | ----- |
| 4 234 | 4 288 | 4 154 | 4 104 | 5 253 | 5 937 | 6 347 | 6 458 | 6 725 |

| 2018  | 2022  | - | - | - | - | - | - | - |
| ----- | ----- | - | - | - | - | - | - | - |
| 6 986 | 7 237 | - | - | - | - | - | - | - |

### Manifestations culturelles et festivités
- Le 2e dimanche de mai : Messti de la ville.

## Culture locale et patrimoine

### Lieux et monuments
- L'église protestante d'Eckbolsheim (citée dès le XIIIe siècle[38]) ;
- L'église catholique Saint-Cyprien d'Eckbolsheim (fin du XIXe siècle) ;
- L'ancienne chartreuse du Mont-Sainte-Marie de Strasbourg, détruite ;
- Le Zénith de Strasbourg, Zénith Europe, salle de spectacle.

### Personnalités liées à la commune
- Charly Grosskost (1944-2004), né à Eckbolsheim, coureur cycliste professionnel.
- Camille Ruff (1898-1942), résistant alsacien pendant la Seconde Guerre mondiale,  président du Boxer-Club de Strasbourg. Résident à Eckbolsheim, il y  cache un dépôt d'armes et de munitions près de chez lui. Il est responsable du secteur Strasbourg-campagne dans l'organisation clandestine du docteur vétérinaire Charles Bareiss.

### Héraldique
| Blason de Eckbolsheim | Blason  | D'or à la croix patriarcale alésée de gueules accompagnée de trois monts isolés de sinople. |
| Blason de Eckbolsheim | Détails | Le blason d'Eckbolsheim a été enregistré dans l'armorial de la Généralité d'Alsace dressé sur ordre de Louis XIV en 1696. Il porte une figure principale, à savoir une croix à double traverse dont la première est moins longue, ainsi que des figures ou ornements secondaires, c'est-à-dire trois monts, dont deux en chef (en haut) et le troisième en pointe (en bas). En ce qui concerne la croix à double traverse, il s'agit, ainsi que le précise la description figurant dans l'Armorial, d'une croix patriarcale. Ce symbole fut sans doute attribué à Eckbolsheim parce que cette localité dépendait alors, sous l'Ancien Régime, d'une seigneurie ecclésiastique, à savoir le chapitre Saint-Thomas à Strasbourg. Pour ce qui est des trois monts, il n'y a pas lieu de leur accorder une signification particulière. En fait, les fonctionnaires chargés de la composition des blasons – en application de l'édit de 1696 – y portaient des signes secondaires fort variés à seule fin de différencier deux blasons portant une même figure principale. |